# E63

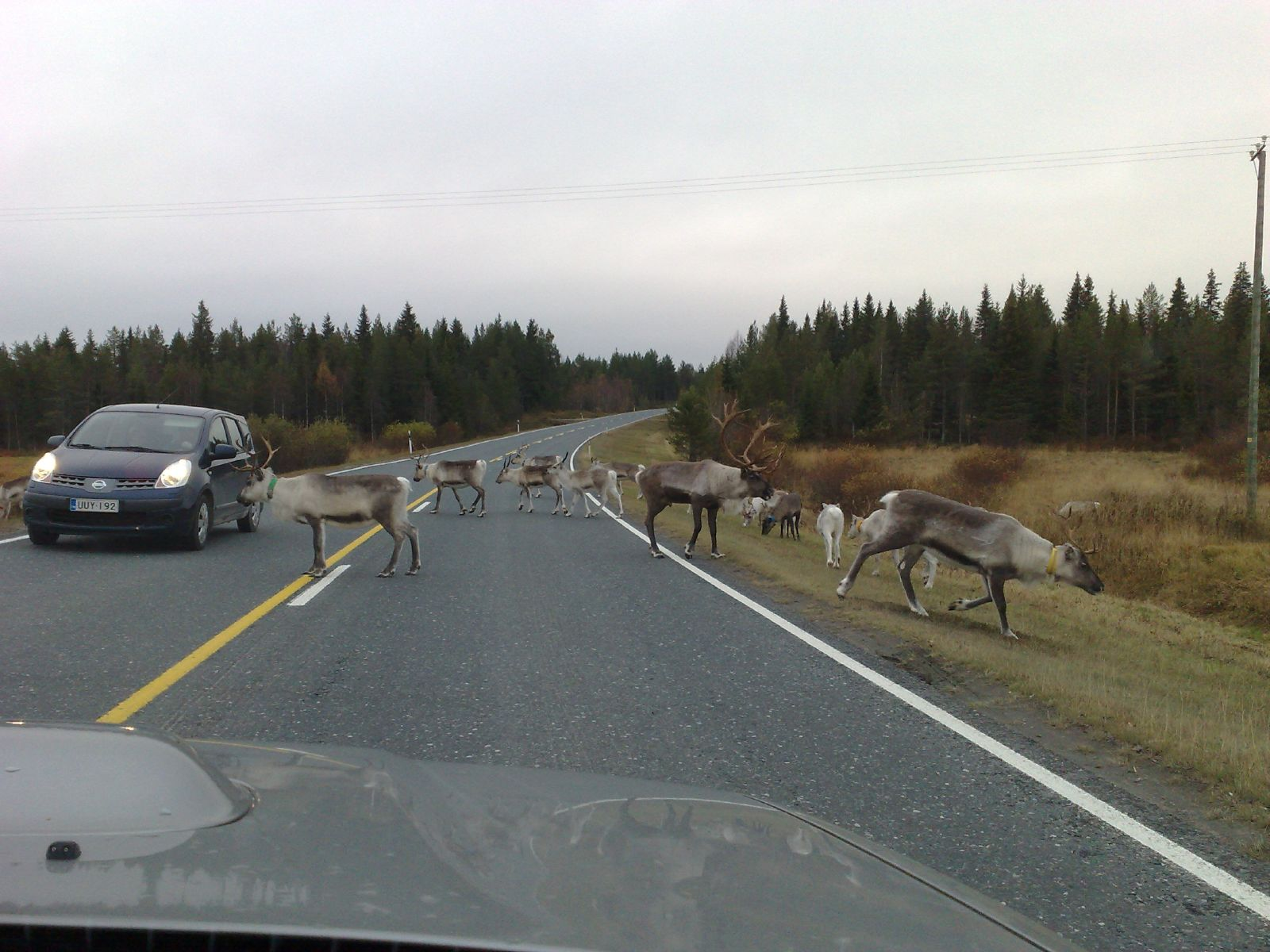
Renar på vägen nära Kuusamo.

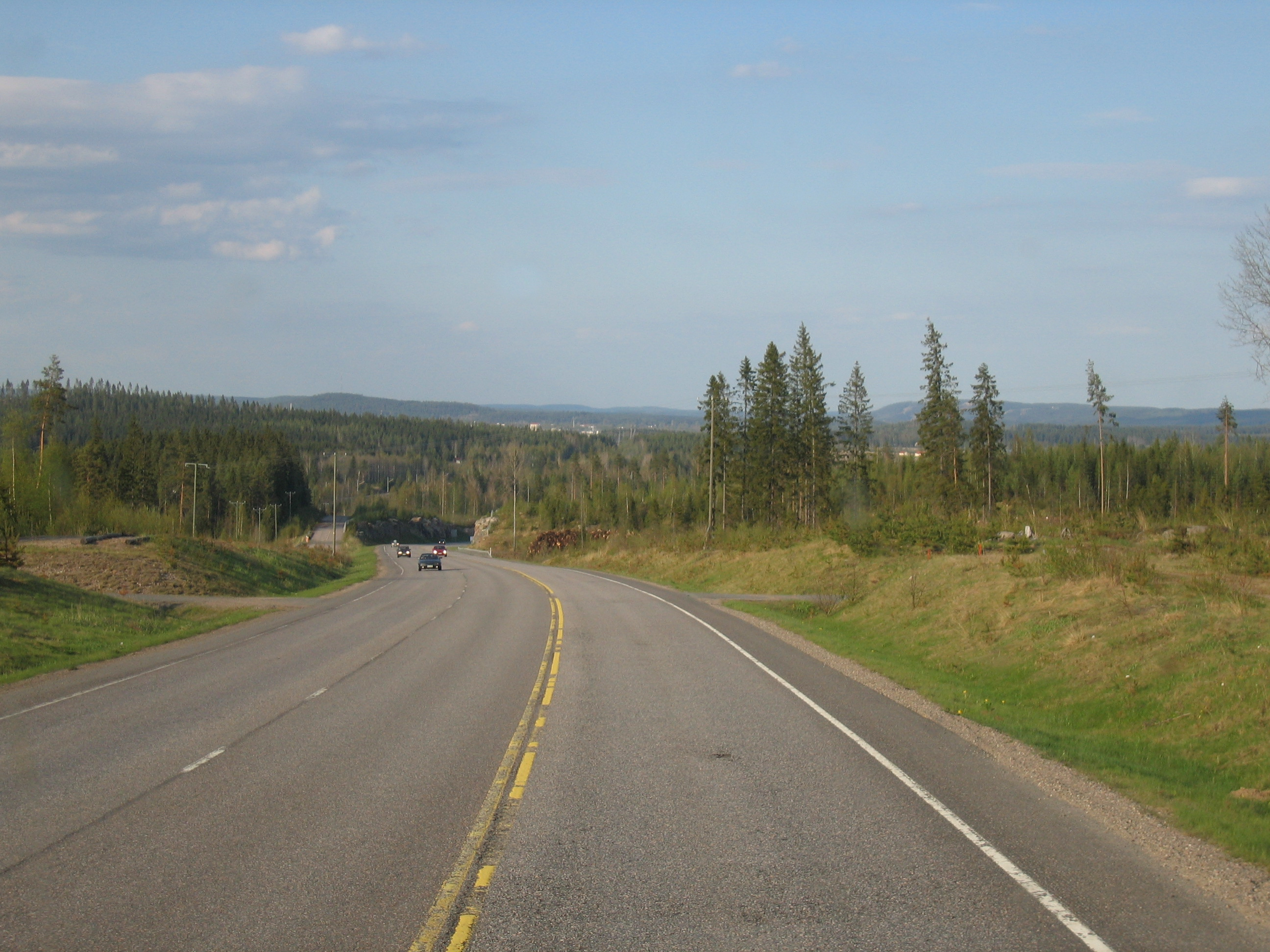
E63/Rv9 vid Jämsä nära Jyväskylä.

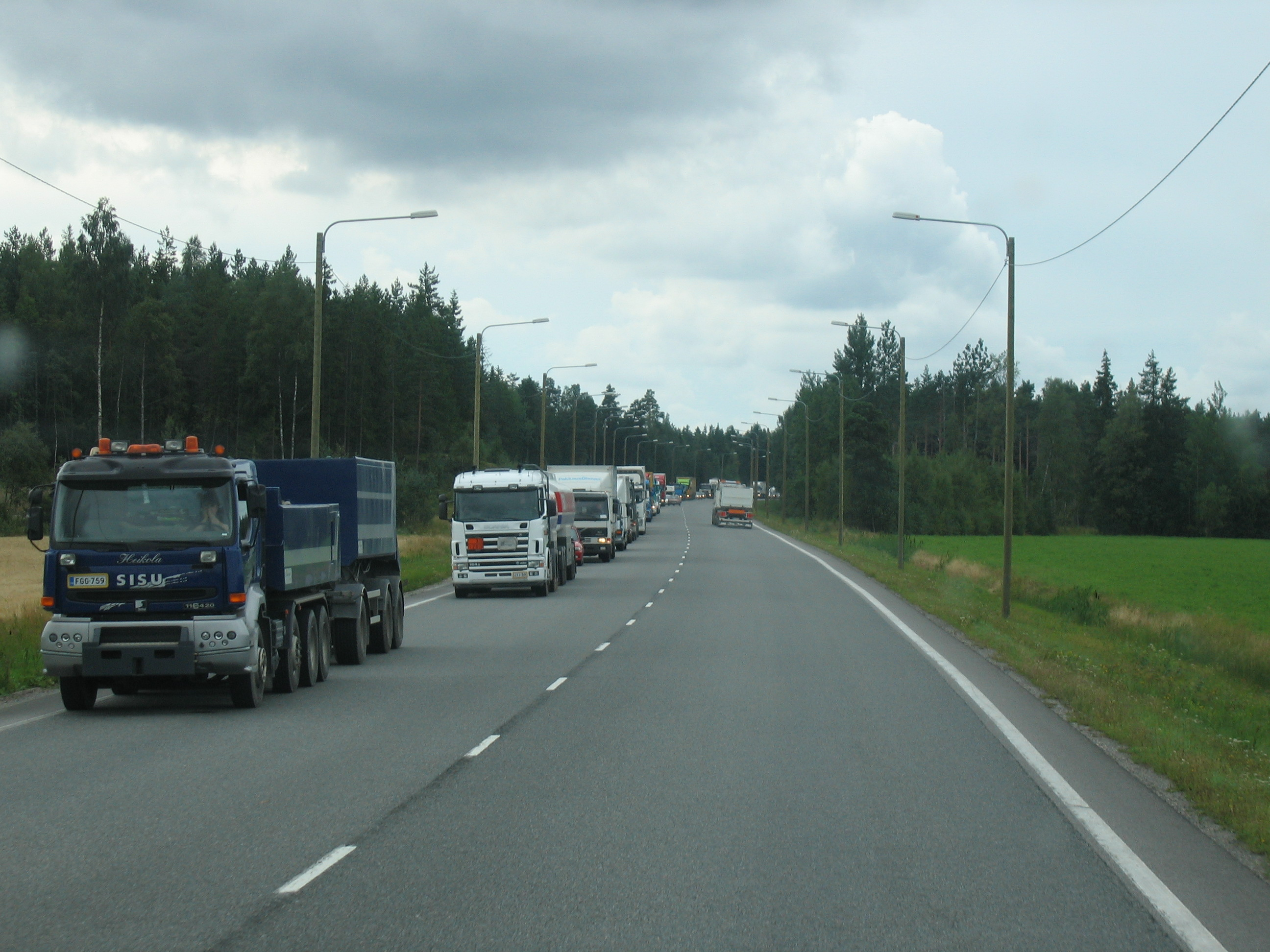
E63/Rv9 vid Aura nära Åbo.

E63 eller Europaväg 63 är en europaväg som går mellan Sodankylä och Åbo helt inom Finland. Den följer Riksväg 5 och Riksväg 9. Längd cirka 1 110 km. Den är motorväg längs cirka 60 km.

## Sträckning
Sodankylä – Kemijärvi – Kuusamo – Kajana – Idensalmi – Kuopio – Jyväskylä – Tammerfors – Åbo

## Historia
Numret E63 för denna sträcka infördes på papperet cirka 1985, men skyltades dock i praktiken upp cirka 1990–1992 i Finland. Innan dess användes det gamla europavägsnumret E80, dock endast Kuopio - Åbo.
Mellan 1985 och 1990 fortsatte på papperet vägens sträckning åt sydväst via Stockholm och Jönköping till Göteborg. Men den sträckningen blev aldrig skyltad som E63, eftersom Sverige inte införde den nya listan över europavägar förrän 1992. Det finns inga större planer numera (2006) att skylta Riksväg 40 från Jönköping till Göteborg som europaväg.

## Anslutande europavägar
| - E8 - E18 |  | - E12 gemensam sträcka - E75 två gånger |